# Canto Collectie
De Canto Collectie (voorheen: het Cantoproject) is een serie van 124 even grote schilderijen, gemaakt door de schilder Rob Møhlmann, die er van 1982 tot en met 1993 aan werkte en waarin een alledaags conservenblikje van het (niet bestaande) merk Canto letterlijk en figuurlijk centraal staat. De Cantoserie is vanaf 2008 integraal en permanent te zien in Museum Møhlmann te Appingedam.

## Opzet

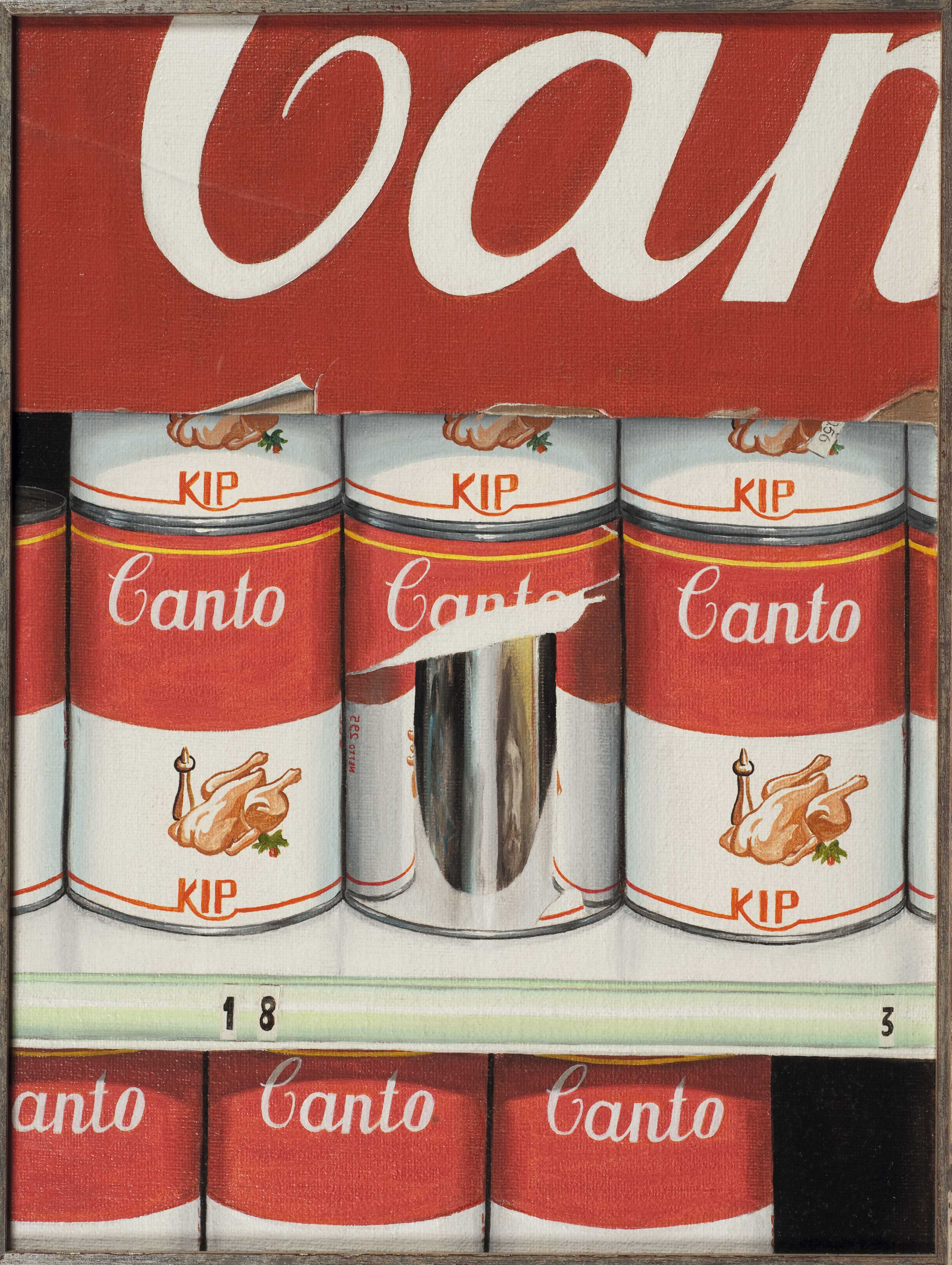
Eerste Canto (1982). De eerste uit een reeks van 124 schilderijen

Bij de opzet golden enkele strenge regels:
1. Elk schilderij is staand en altijd even groot (40x30cm).
2. Het blikje (op ware grootte weergegeven) wordt telkens even groot op ieder schilderij verbeeld.
3. Het blikje bevindt zich in elk werk op precies dezelfde plaats in het beeldvlak.
4. Het blikje wordt altijd onder dezelfde hoek waargenomen.

## Aanleiding ontstaan
Canto betekent onder meer: ‘elk der delen van een episch gedicht’. Møhlmann bedoelt dan ook elk schilderij als een Canto waarin hij zijn held (het blikje) door de tijd volgt en diens lotgevallen in olieverf verbeeldt. Hij noemt het een episch beelddicht. De serie werd ingegeven doordat de schilder zich ergerde aan zijns inziens het dedain waarmee al jarenlang realistische kunst als ouderwets en stoffig terzijde werd geschoven. Hij zei daarover dat ‘zelfs het meest onbenullige voorwerp uit die zogenaamde bekende werkelijkheid al voldoende artistieke potentie in zich kon houden om een schildersleven mee bezig te zijn’ en voegde de daad bij het woord.
Hij koos voor een conservenblik, waarvan het naakte, gladde, metaal door de buiging op eigen wijze ‘zijn’ reflectie van de werkelijkheid gaf. Zo toont elk schilderij niet alleen de kijk van de schilder, maar ook de ‘blik’ van het blik. De bovenkant van het blik laat nog een randje wikkel zien met de merknaam Canto erop. In bredere zin kan het gehele project beschouwd worden als een artistiek werkelijkheidsonderzoek, vandaar de vaak opduikende ondertitel ‘Een blik op de werkelijkheid’.

## Ontwikkeling
De serie kent meerdere ontwikkelingen: een van de techniek omdat Møhlmann pas 5 jaar schilderde toen hij hieraan begon; en een van zijn eigen ‘blik op de werkelijkheid’. De techniek kenmerkt zich aanvankelijk door een licht impressionistische toets op linnen. Via fijner linnen, stapt de schilder na 3 jaar over op paneel (board) en verfijnt ook de penseelstreek, waardoor de textuur of de huid van alle diverse materialen steeds overtuigender kon worden weergegeven. De ontwikkeling van het kijken verloopt van vrij eenduidig naar steeds complexere uitstapjes waarin zelfs miniseries binnen de grote serie ontstaan.

## Het begrip tijd
Door de beperkingen die de schilder zichzelf heeft opgelegd is behalve een reeks van 124 schilderijen, ook een sequentie ontstaan met cineastische aspecten. Immers, omdat het blikje altijd even groot en op dezelfde plaats in het beeldvlak staat, zou men bij het filmische ‘overfaden’ van alle Canto’s achter elkaar een stilstaand blikje zien, waar omheen voortdurend de omgeving verandert. De Cantoserie kan dan ook enigszins worden opgevat als een geschilderde film, als een primitieve beelddocumentaire. In die zin wijkt de serie sterk af van wat gebruikelijk en mogelijk is binnen een enkel, op zichzelf staand schilderij.
De reeks omspant een tijdsinterval van 11 jaar waarbinnen het blikje door de schilder gevolgd werd. Wat ruimer opgevat was de tijd mede-schepper. De Cantoserie is hierdoor meer geworden dan louter een optelsom van 124 schilderijen. Die tijd, als een brok van 11 jaar, is binnen de serie ook in kleinere delen weergegeven. Daarvan getuigt Canto 6 (1982) reeds op subtiele wijze, want daar blijkt onopgemerkt een klein stukje van het etiket te zijn verdwenen. Diederik Kraaijpoel schrijft: "Binnen de hoofdserie bestaan heel veel subseries, die meestal een optische eigenaardigheid bevatten, zodat de kijker zich voortdurend afvraagt: "Wat zie ik nu eigenlijk?" Een dergelijke subserie wordt gevormd door de Canto's 9 tot en met 12 (Een onderzoek 1-5, 1982). In opeenvolgende werken wordt een glazen pot met steeds meer water worden gevuld, waardoor het beeld telkens verandert; we zien het blikje in een miniserie een meter vallen; of bloemen die verwelken, of simpelweg het blikje tijdens verschillende delen van de dag. Hoe verder de serie vordert, hoe complexer het begrip tijd wordt verwerkt.

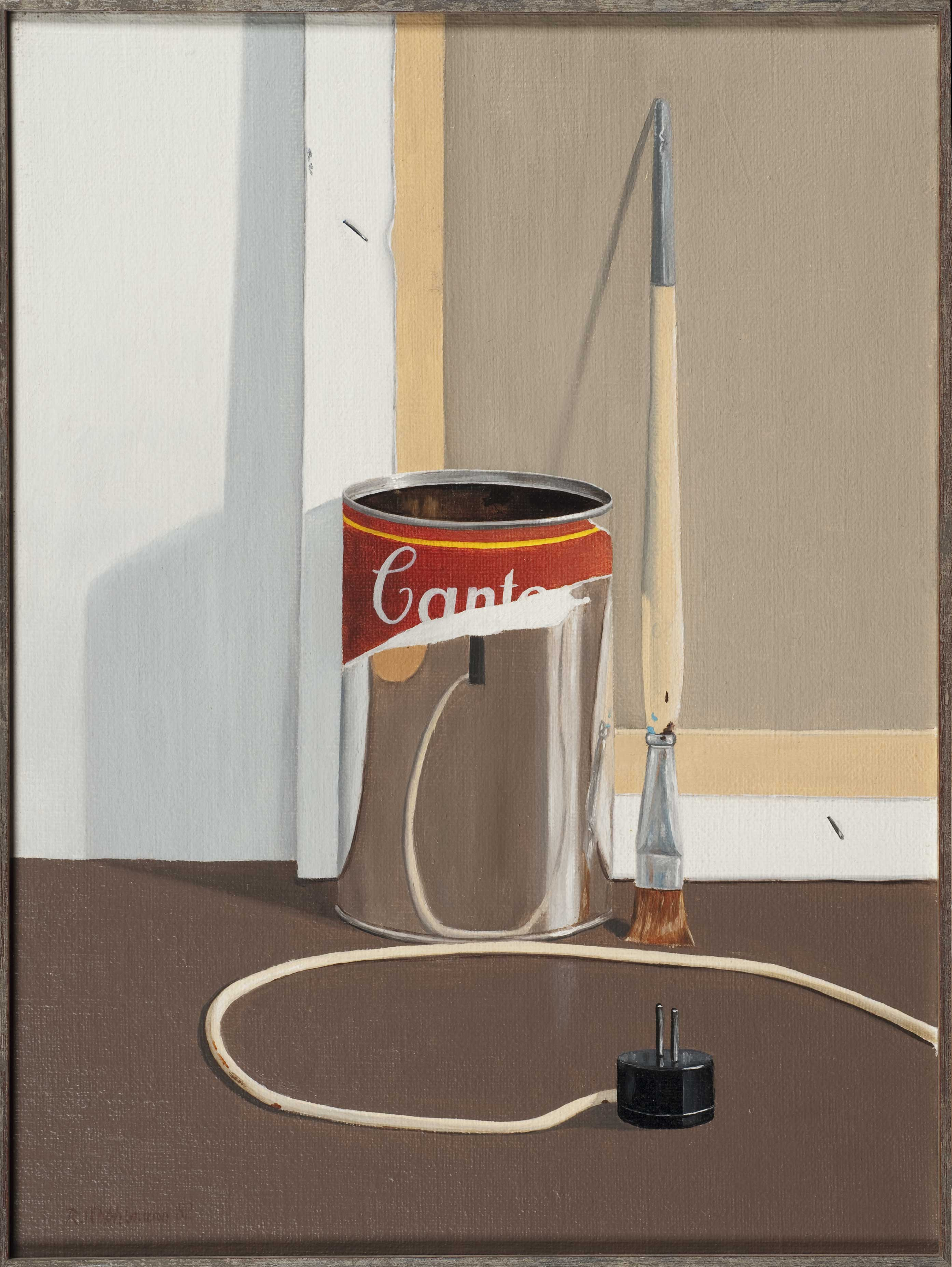
’’Canto 8,’’ Een onderzoek-1
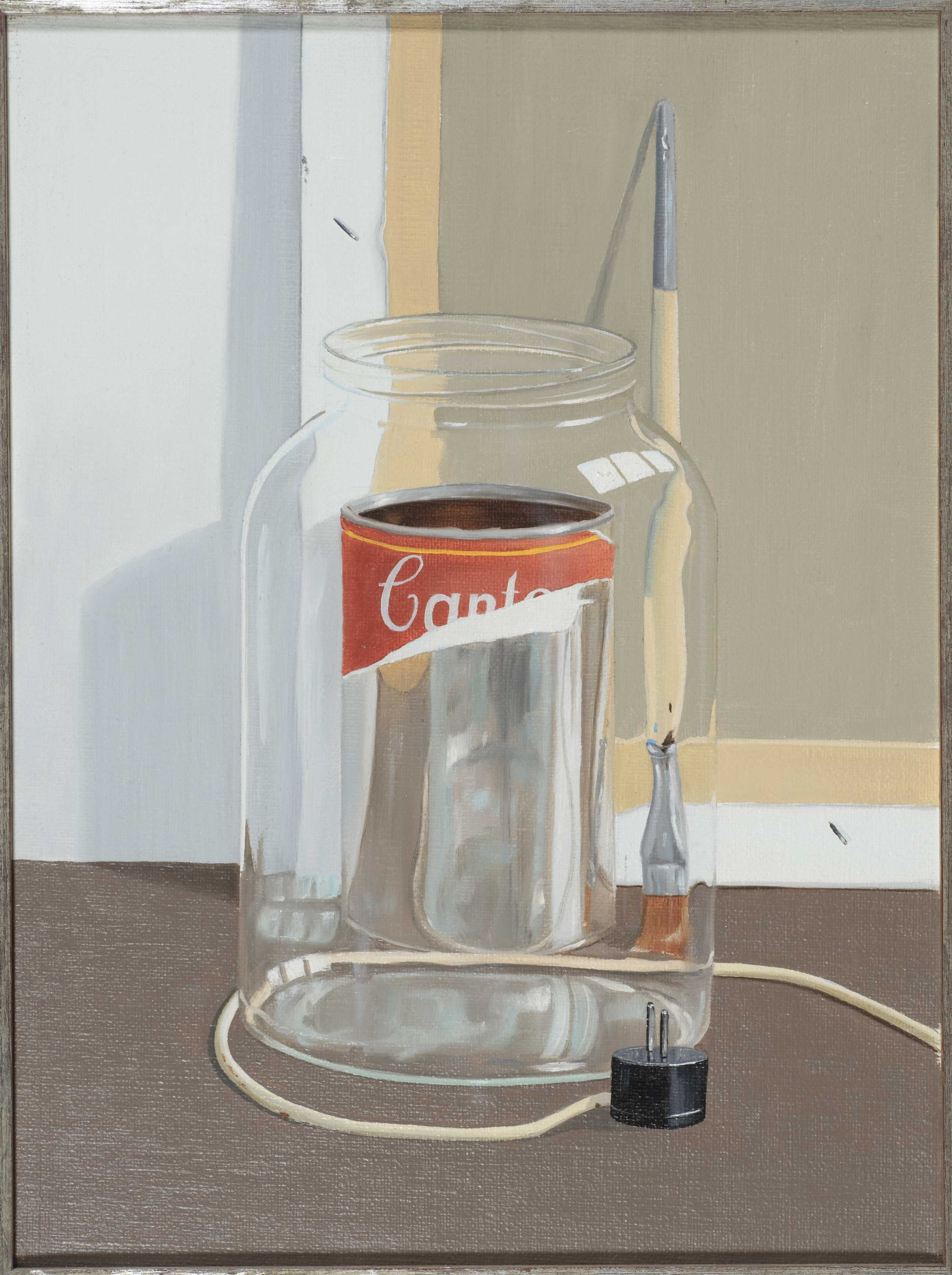
’’Canto 9,’’ Een onderzoek-2
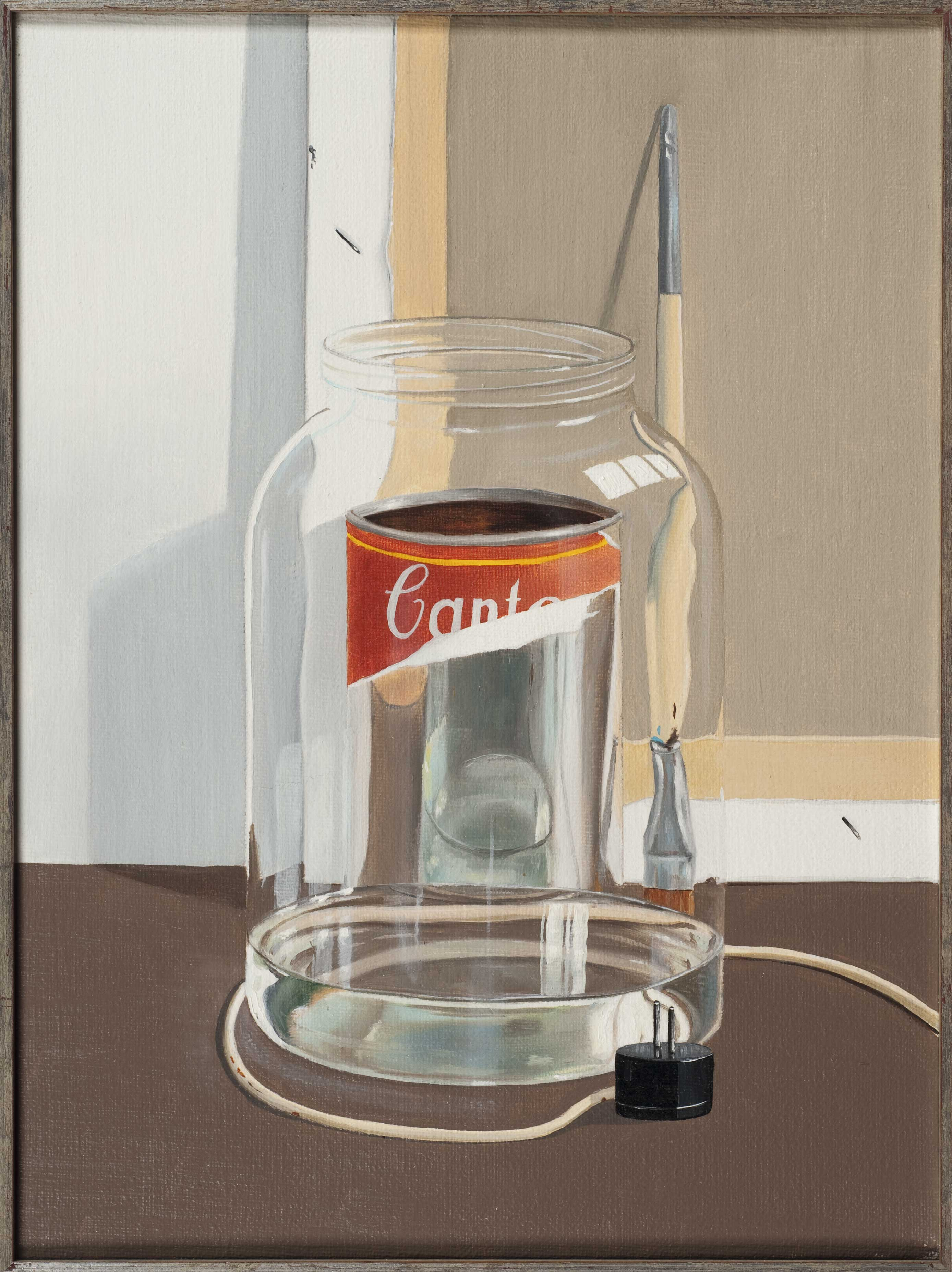
’’Canto 10,’’ Een onderzoek-3
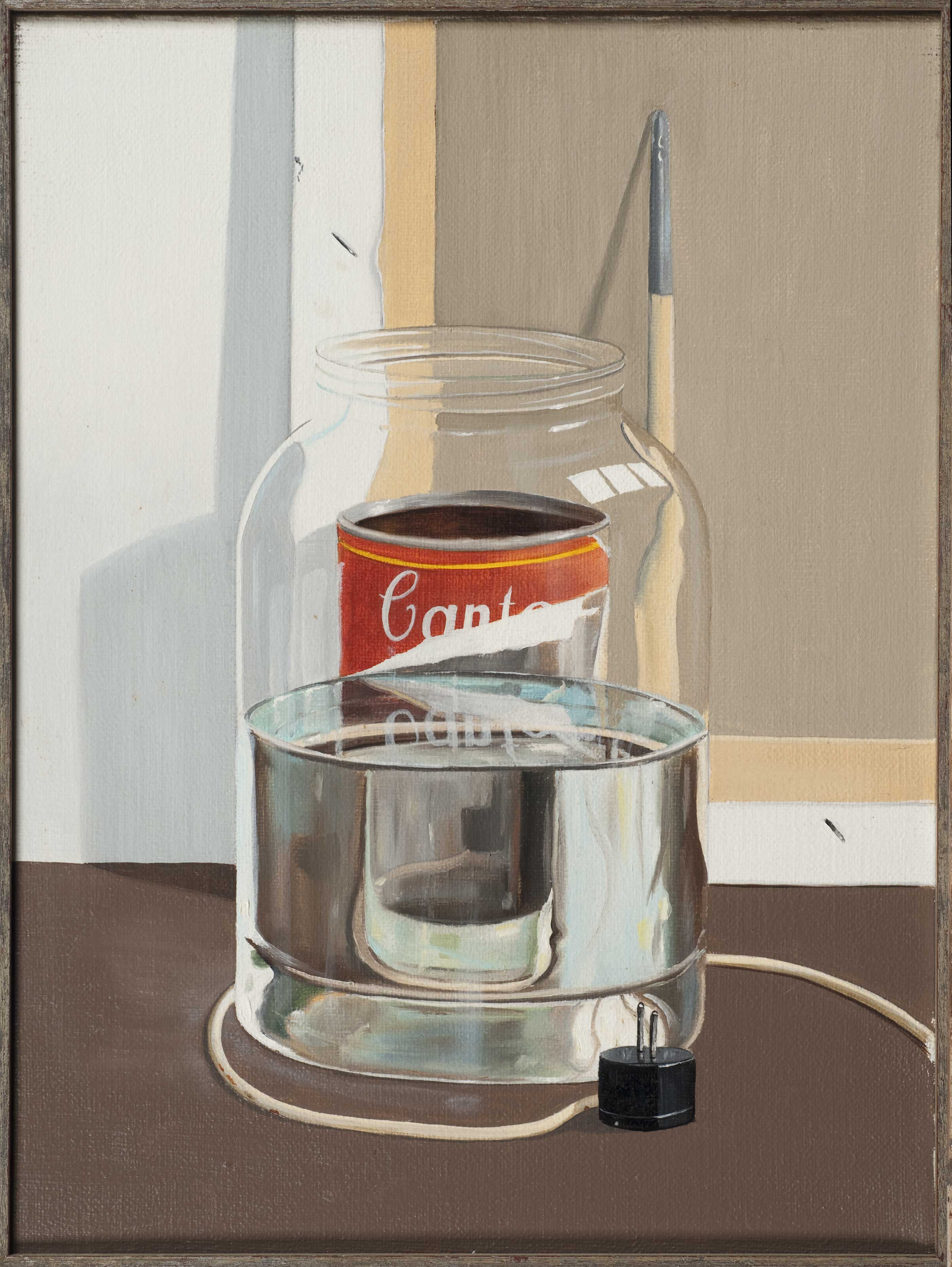
’’Canto 11,’’ Een onderzoek-4
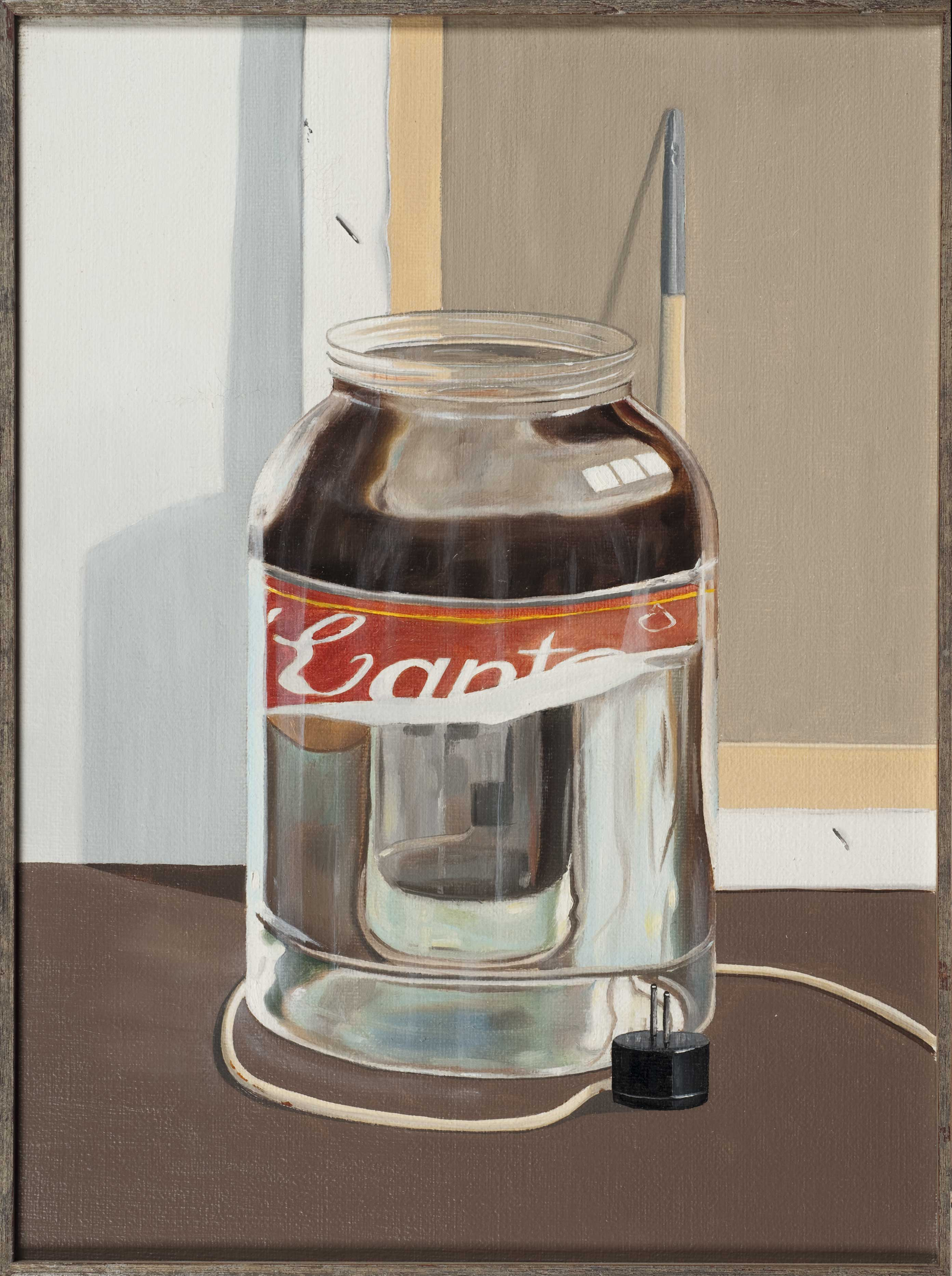
’’Canto 12,’’ Een onderzoek-5

Een voorlaatste serie (Canto 116-121, De Doolhof, 1993) schildert een rondgang door het atelier, waarbij men van het ene naar het volgende tafereel springt; de volgende scène (met het daar af te beelden blikje) is telkens op de achtergrond van het schilderij te zien. De rondgang eindigt precies waar hij begon. Het is alsof de tijd hier niet bestaat, want zo wordt de kijker telkens opnieuw het atelier ingestuurd. De tijd als een cyclisch verschijnsel.

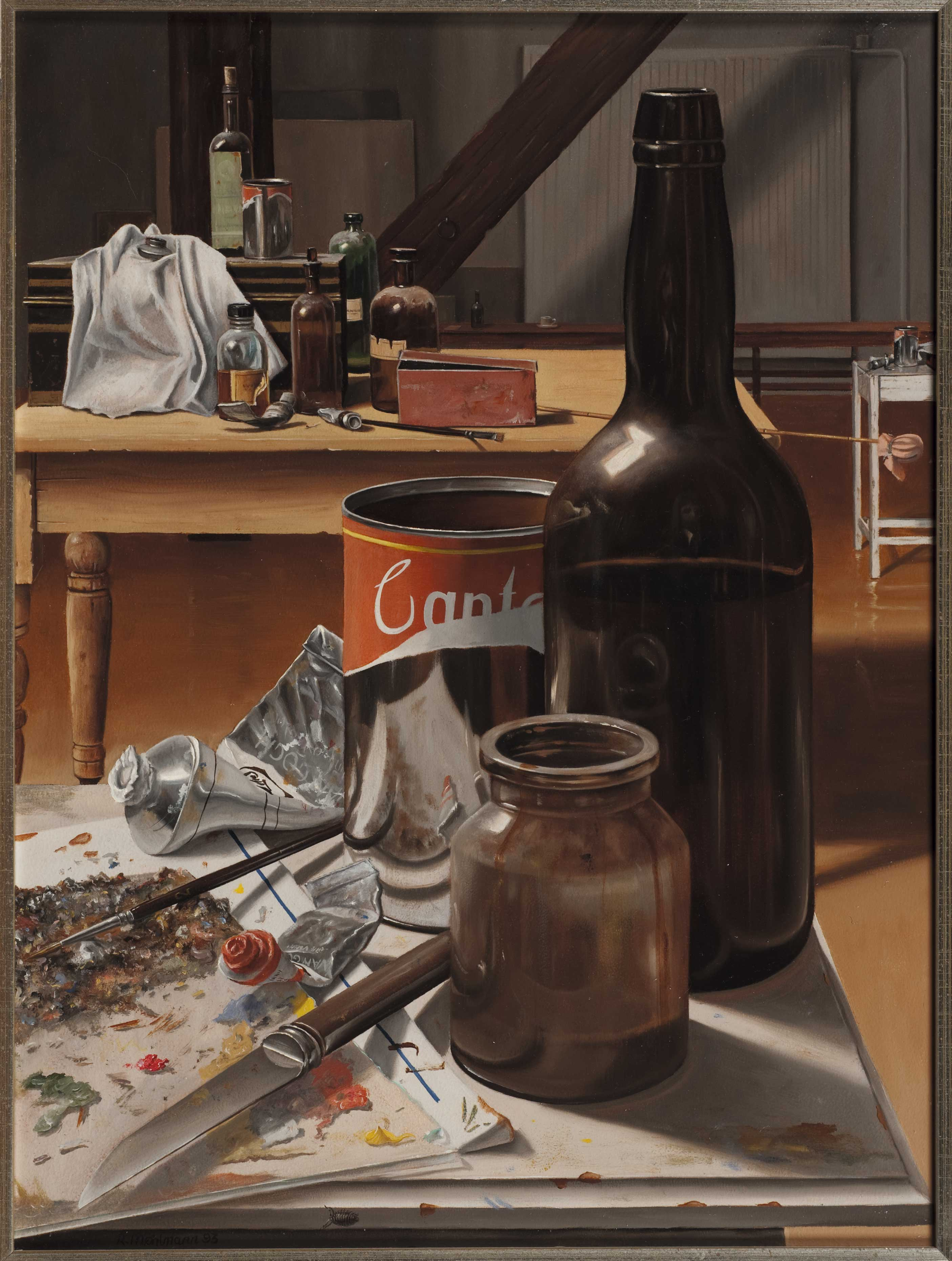
Canto 116, De doolhof-1
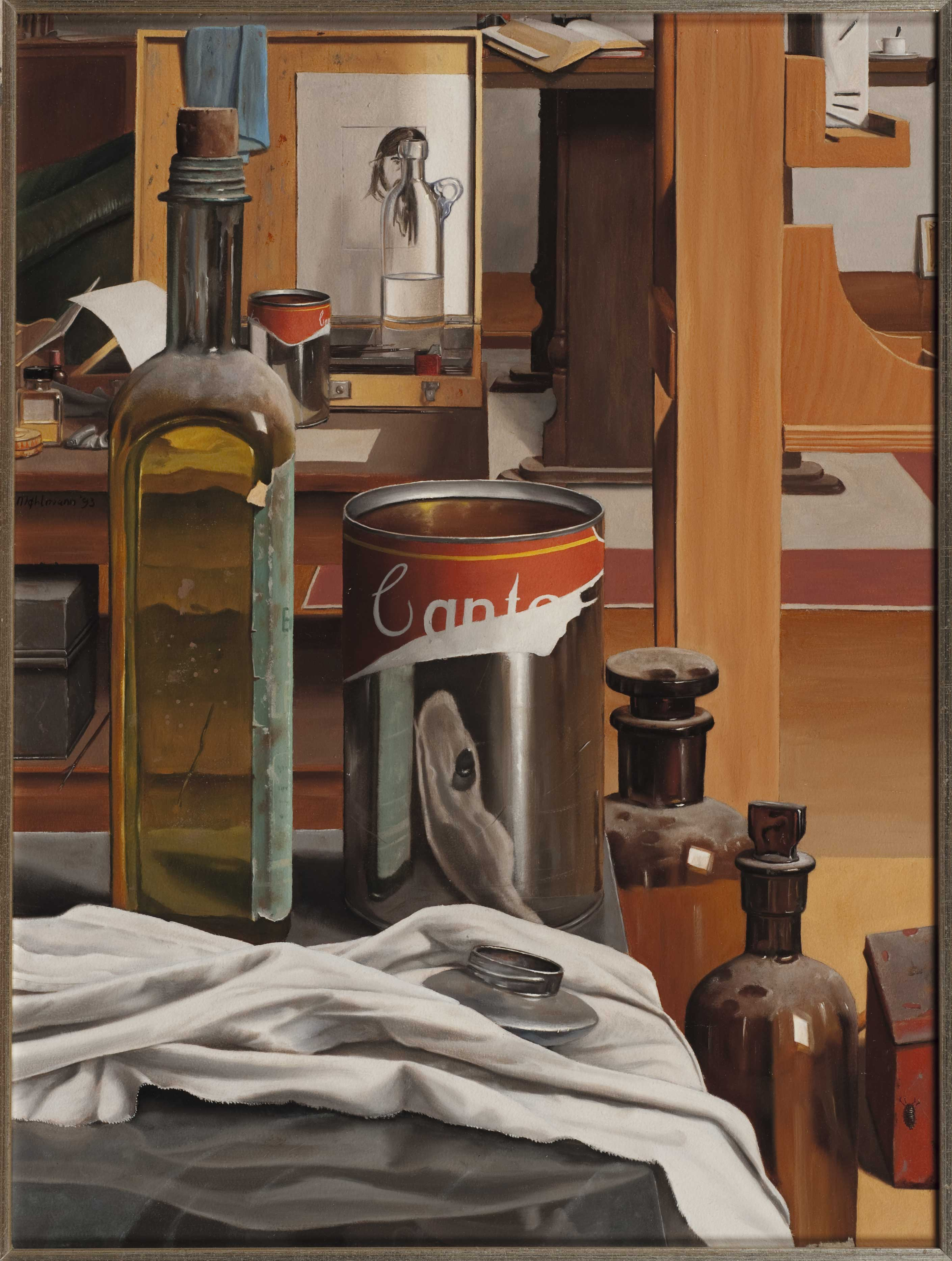
Canto 117, De doolhof-2
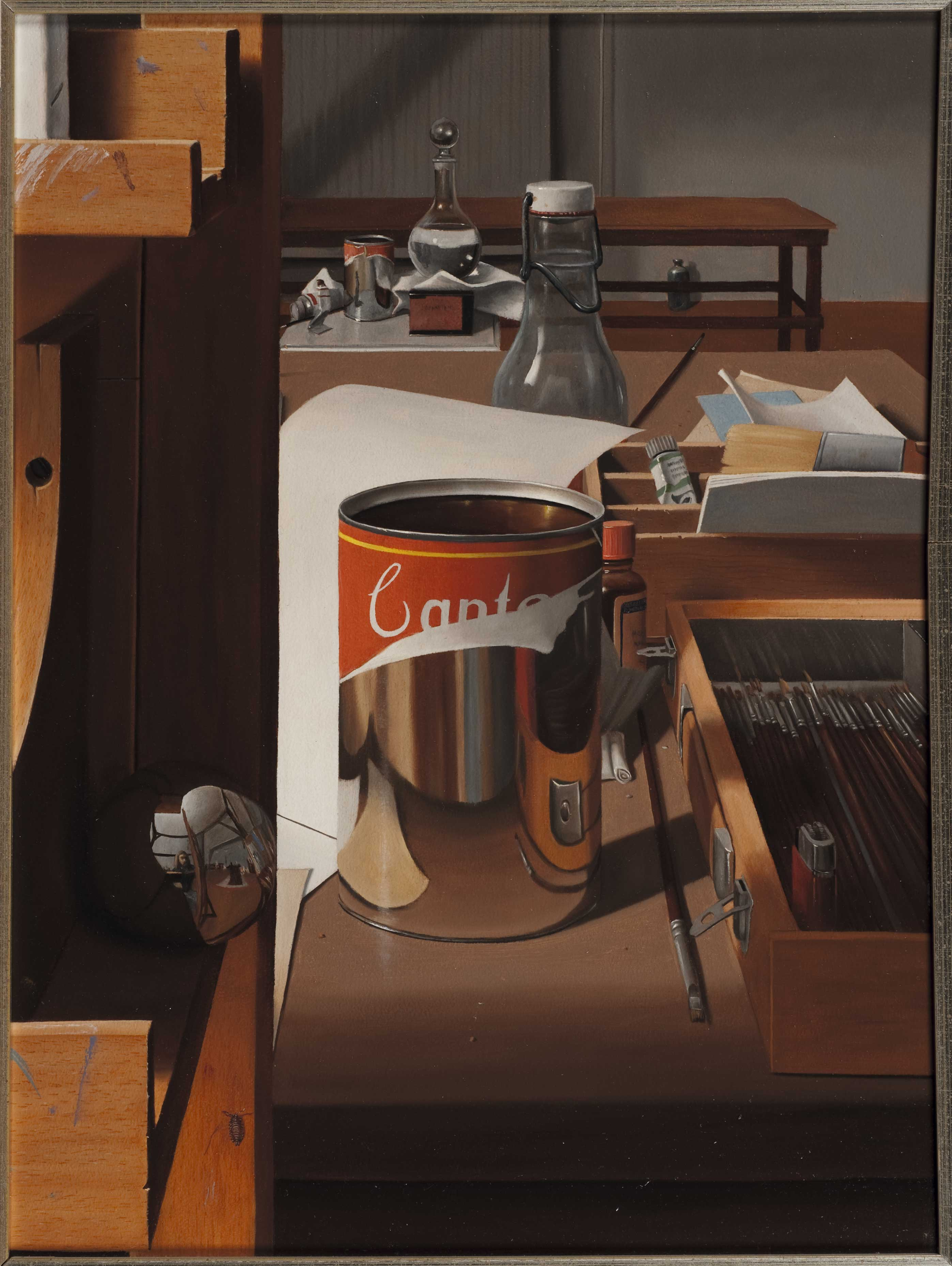
Canto 118, De doolhof-3
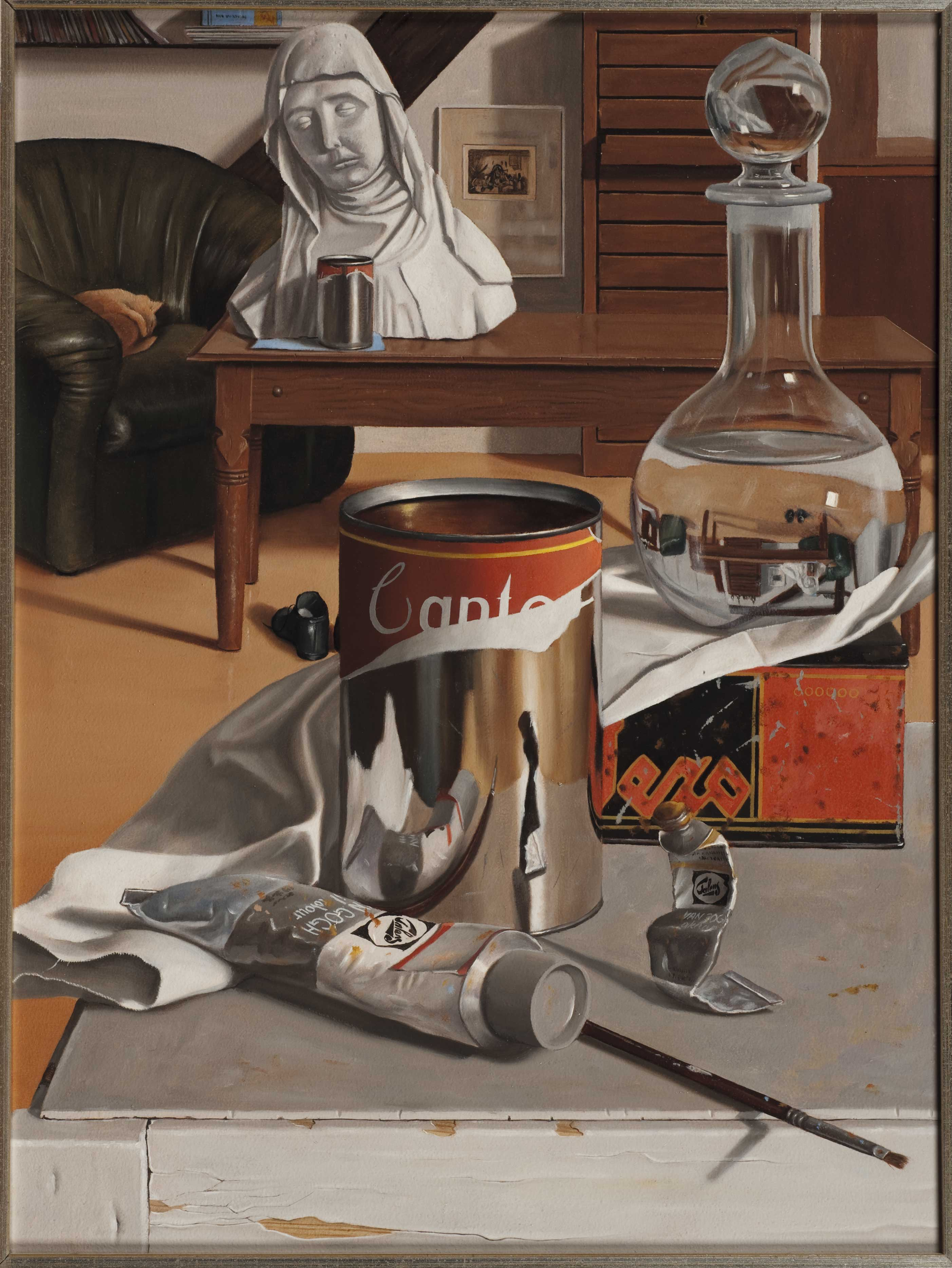
Canto 119, De doolhof-4
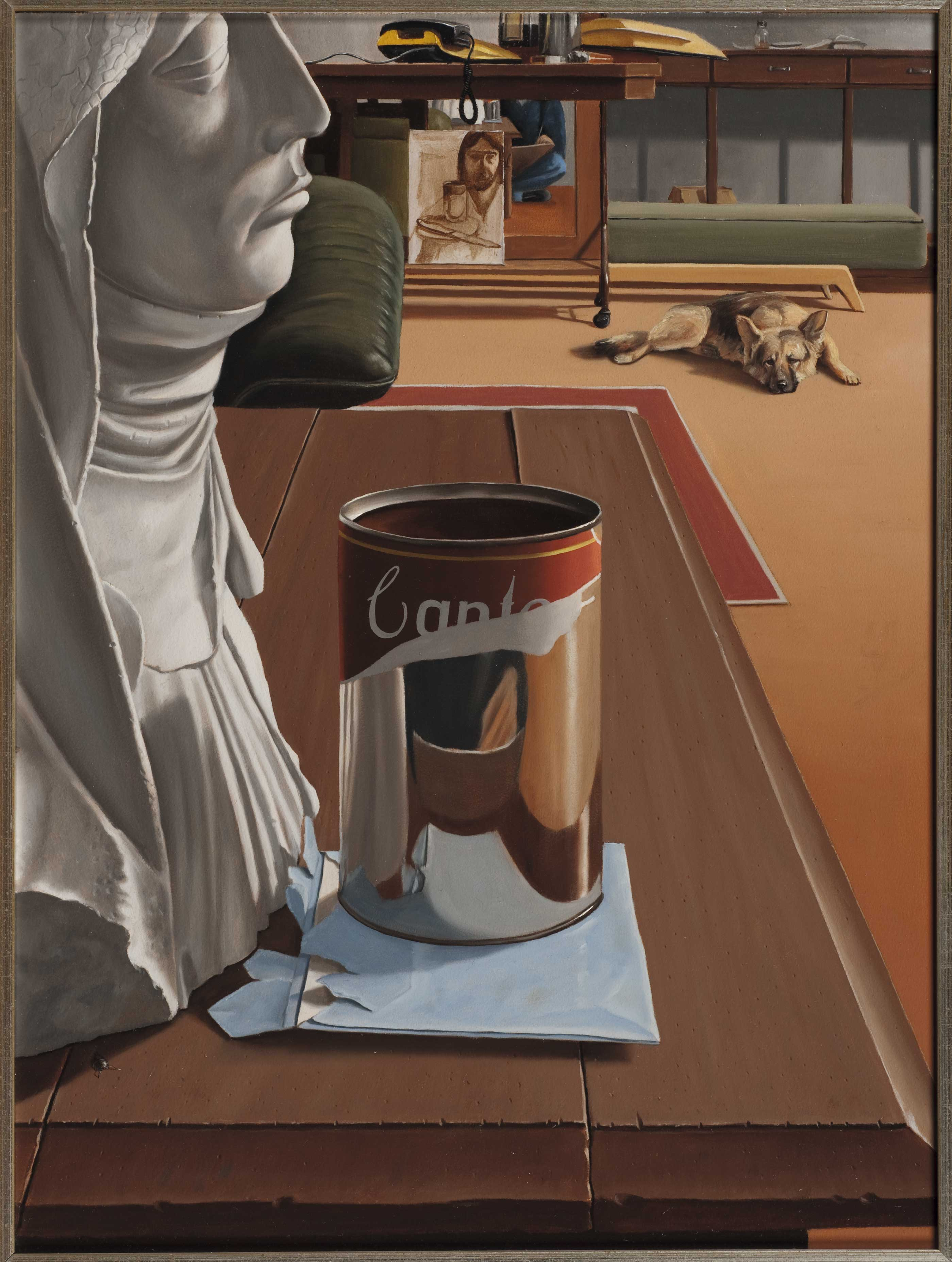
Canto 120, De doolhof-5
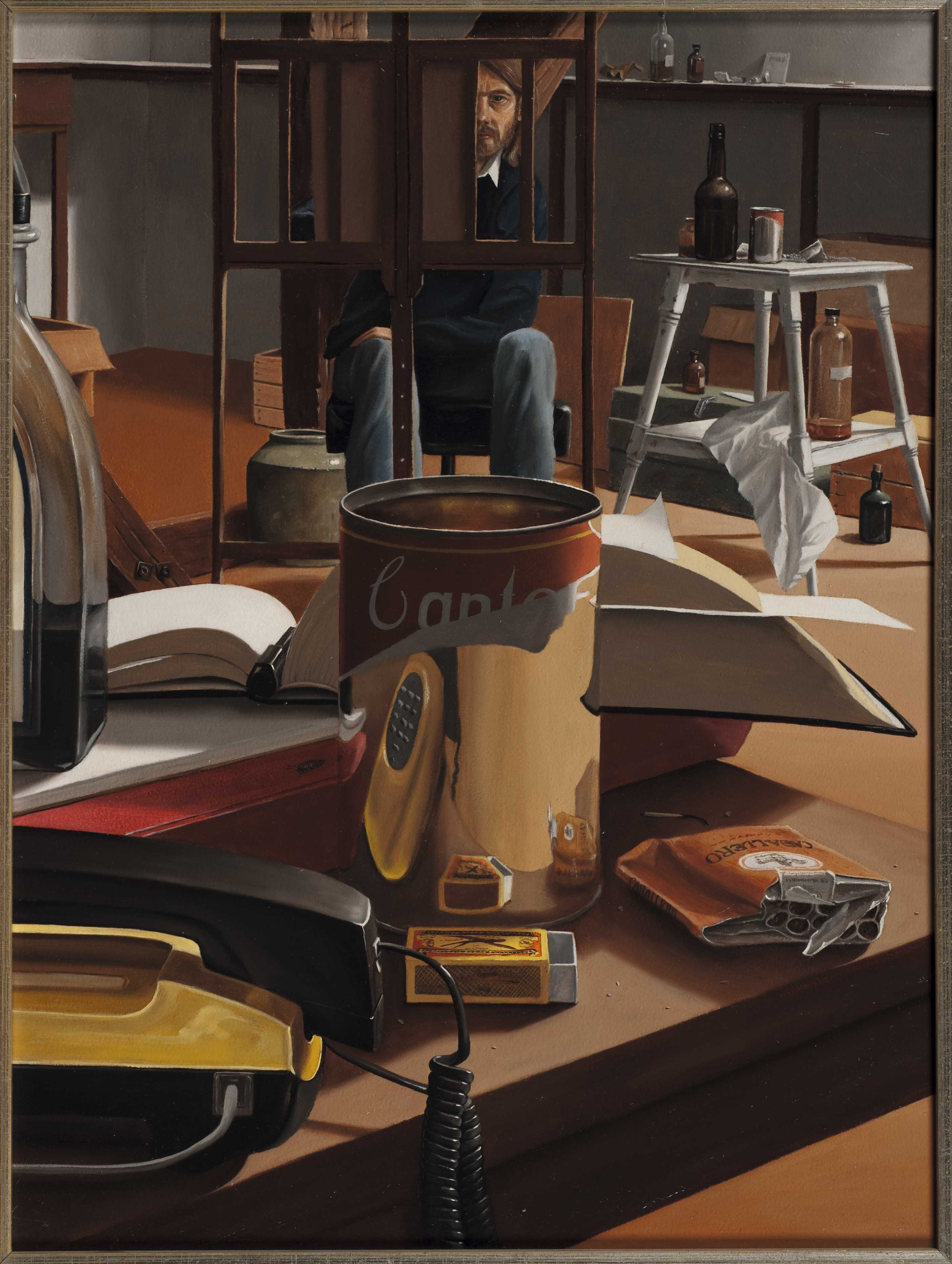
Canto 121, De doolhof-6

## Kunst en humor
Møhlmann heeft in de serie verschillende kunststijlen en kunstenaars als bewerking in de serie meegenomen. Zo zijn er commentaren op Beuys, Mondriaan of Vermeer, of maakt hij zijn versie van kunsthistorische onderwerpen als ‘de anatomische les’ of ‘het ontbijtje’ en ‘anamorfose’.

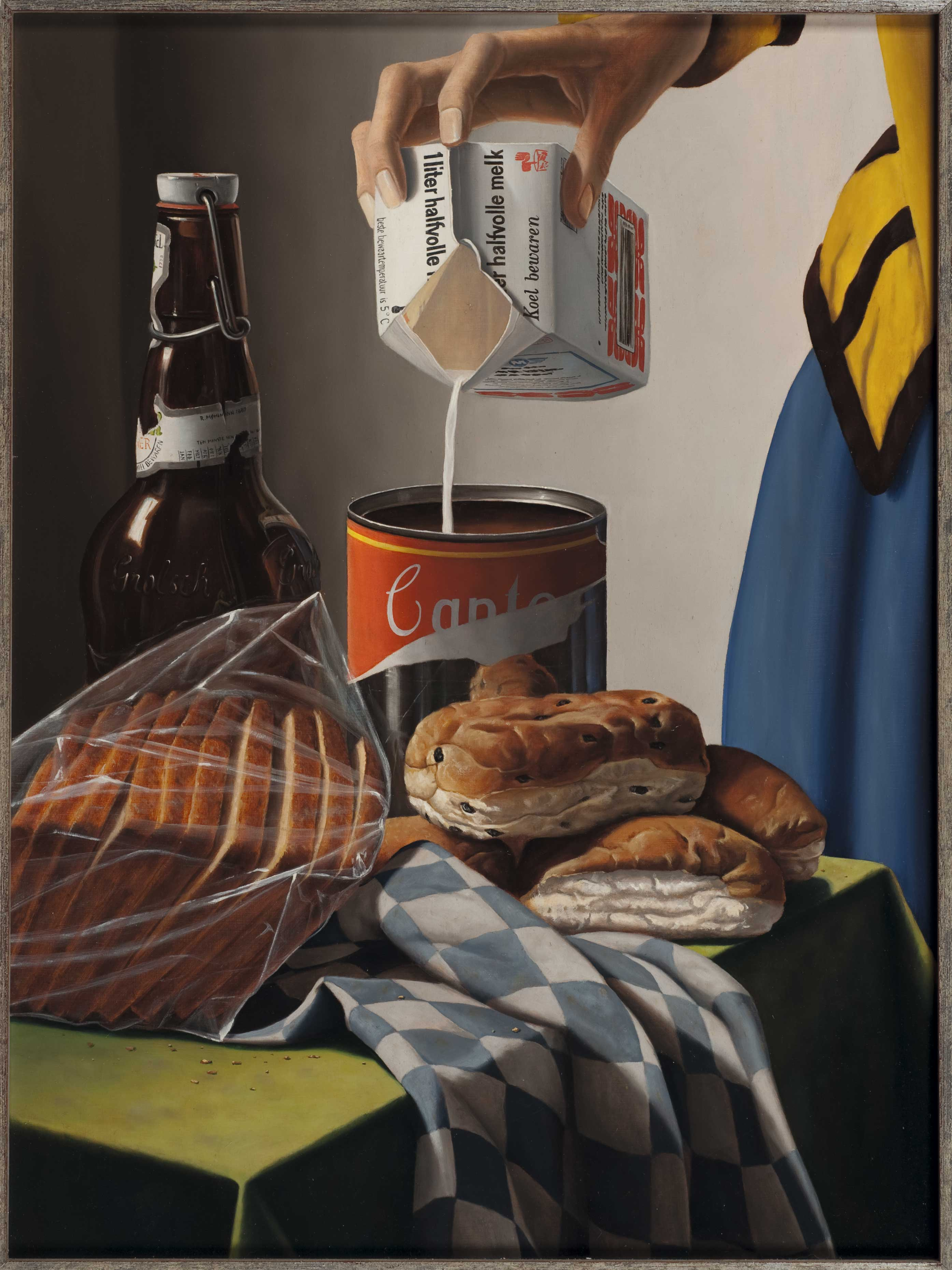
Canto 65, Het Melkmeisje
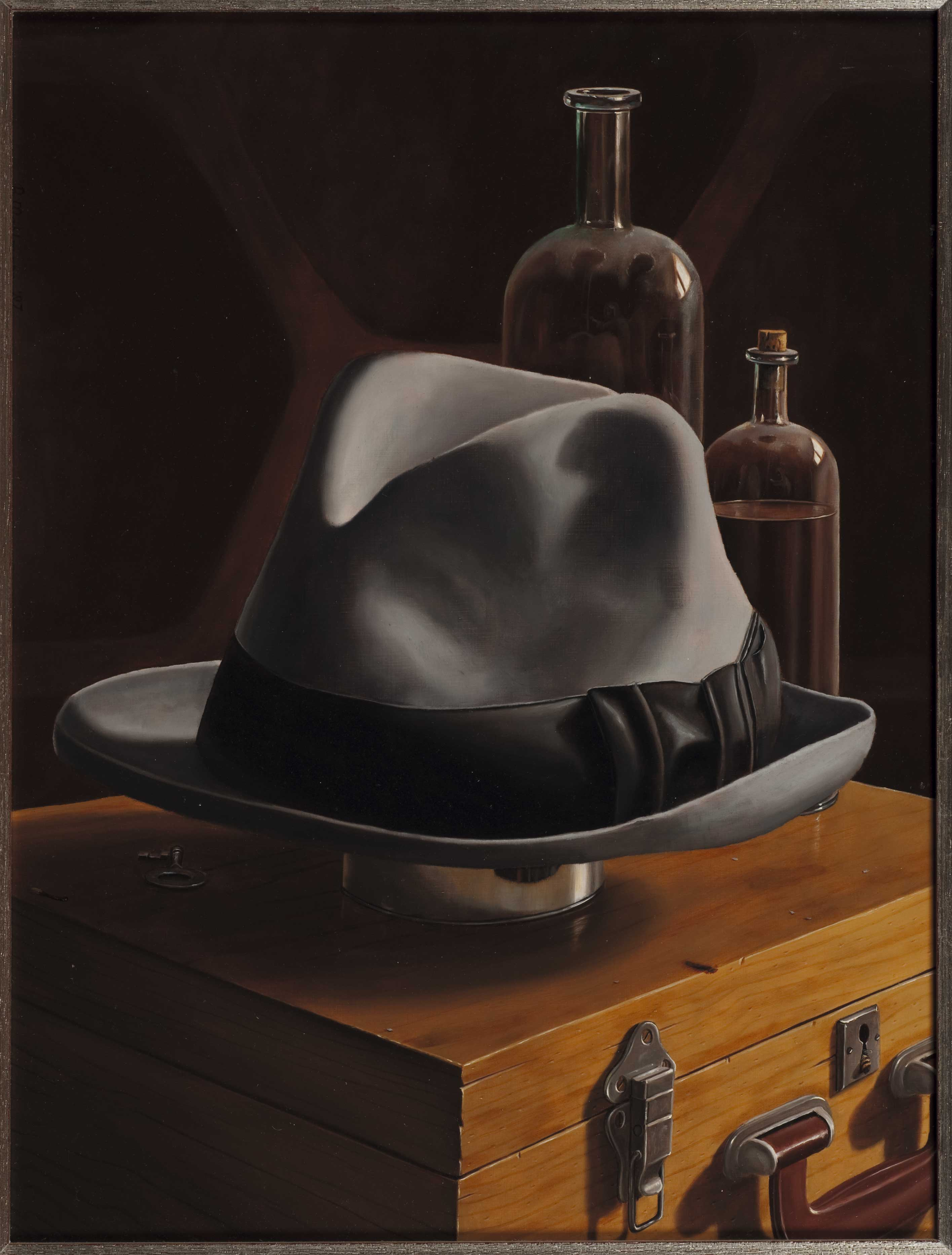
Canto 66, Wie mann dem toten Hut die Bilder erklärt

Ook speelt hij letterlijk met de oppervlakten en is niet duidelijk of er bijvoorbeeld een pissebed deel uitmaakt van het schilderij of over het schilderoppervlak loopt. Ook ‘vernietigt’ hij doekjes, maar dat blijkt dan zo te zijn geschilderd. Zo wordt de ernst van het onderwerp vaak verlicht door relativerende humor.

## Titels
Een hoofdstuk apart vormen de titels van alle Canto’s (overigens geldt dat voor de meeste titels bij Møhlmanns werk), want die geven vaak op licht ironische wijze aanwijzingen over hoe men het schilderij zou kunnen zien. Zo heet zijn Canto over Joseph Beuys (Canto 66, 1987): ‘Wie mann dem toten Hut die Bilder erklärt’ en verwijst het indirect naar diens beroemde performance uit 1965.

## Samenvattend
De Canto Collectie is één schilderij dat in 124 Canto’s is weergegeven. Het is in 11 jaar ontstaan. De schilder volgt het blikje door de tijd in zijn atelier, daardoor is het deels ook autobiografisch. In het project wordt op eigen wijze onderzocht wat werkelijkheid is of kan zijn. Spitsvondigheid, humor, maar ook vakmanschap en originaliteit, maken dit werk onvergelijkbaar in de kunstgeschiedenis. De serie baarde ook één belangrijke ‘spin-off’. In 1989 vond Møhlmann zijn blikje op de vloer (Canto 86, Grondpatroon) en raapte dat niet op, maar schilderde het van boven. Dit leidde in 1990 tot de eerste ‘bovenafjes’, stillevens loodrecht van boven gezien, een niet of nauwelijks bekend gezichtspunt in de kunstgeschiedenis, volgens welk principe de schilder nog vele werken zou maken.

#### Tentoonstellingen
1995
- Januari-februari: Kunsthal Hof 88, Almelo
- Februari-maart: Museum Swaensteyn, Voorburg
- April-mei: Gemeentehuis Emmeloord, Emmeloord
- Mei-juni: Cultureel Centrum de Klinker, Winschoten
- Juli-september: Museum ’t Markiezenhof, Bergen op Zoom[10]
- Oktober-november: Stedelijk Museum Bellamy 19, Vlissingen
- December-januari: Cultureel Centrum De Vest, Alkmaar

1996
- Februari-maart: Museum De Tiendschuur, Tegelen
- April-juli: AKZO NOBEL, Arnhem

1996
- Oktober en daarna, voorlopig permanent in Museum ‘t Markiezenhof, Bergen op Zoom.

1997-1999
- Het permanente karakter van de Canto-opstelling verflauwt. Cantoserie hangt nu in eigen expositieruimte in Venhuizen.[11]

2003
- Tijdens een grote overzichtstentoonstelling (25-jarig jubileum als schilder) hangt de hele Cantoserie weer op zaal.

2008
- Opening nieuw museum in historisch pand in Appingedam. De Cantoserie hangt nu permanent in een eigen ruimte.

## Publicaties
1997 Uitgave boek Het Cantoproject 1982-1993 door Uitgeverij Van Soeren & Co te Amsterdam, met inleiding van Drs. J. Jacobs.
2011 Publicatie van De Canto Collectie als museumuitgave in Ned., Eng. en Duits, Museum Møhlmann te Appingedam.

#### Trivia
1. Canto Ostinato en De Canto Collectie.
Onafhankelijk van elkaar kwamen Simeon ten Holt (1923-2012) en Rob Møhlmann onder gelijksoortige titel tot een muzikale c.q. geschilderde verbeelding van eenzelfde thema dat voortdurend, maar telkens iets anders, terugkeert. Beide kunstenaars kenden elkaar, noch elkaars werk, maar hebben elkaar veel later, rond 2003, telefonisch gesproken.[12] Weer later, in 2014 en 2016, organiseerde Møhlmann in eigen museum uitvoeringen van De Canto Ostinato waarbij men tegelijkertijd de Canto Collectie kon bekijken.[13]
2. Het blikje
Het conservenblik zelf bestaat, dateert uit 1982 en werd in een supermarkt in Amsterdam-Zuid gekocht. Vrijwel alle westerse conservenblikken waren toen al voorzien van een geribbeld profiel (geeft meer stevigheid), maar enkele geïmporteerde blikken uit bijvoorbeeld Azië behielden nog iets langer een gladde romp. Daarvan werd één het model voor de Cantoserie.